# Brustiarius solidus
 Brustiarius solidus és una espècie de peix de la família dels àrids i de l'ordre dels siluriformes.

## Morfologia
- Els mascles poden assolir 60 cm de longitud total.[2][3]

## Alimentació
Menja crustacis grossos (com ara, Macrobrachium), grans insectes, peixos (normalment, Ophieleotris aporos), sangoneres, cucs de terra, plantes i detritus.

## Hàbitat
És un peix d'aigua dolça i de clima tropical.

## Distribució geogràfica
Es troba als rius Mamberamo (Irian Jaya, Indonèsia), Ramu (Papua Nova Guinea) i Sepik (Papua Nova Guinea).

## Costums
És principalment diürn.